# Оглядовий колодязь

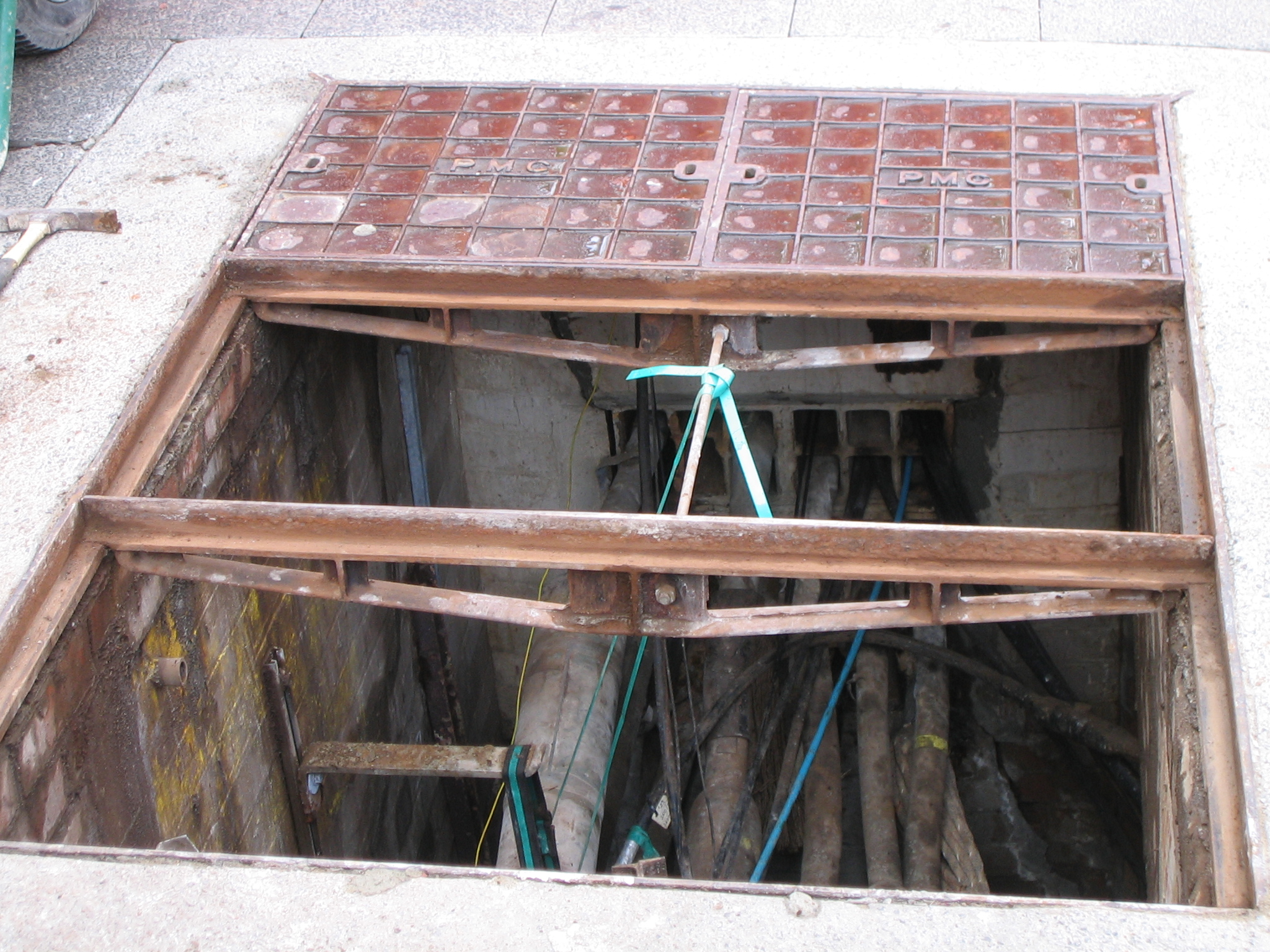
Оглядовий колодязь кабельної каналізації з розбірними щитами

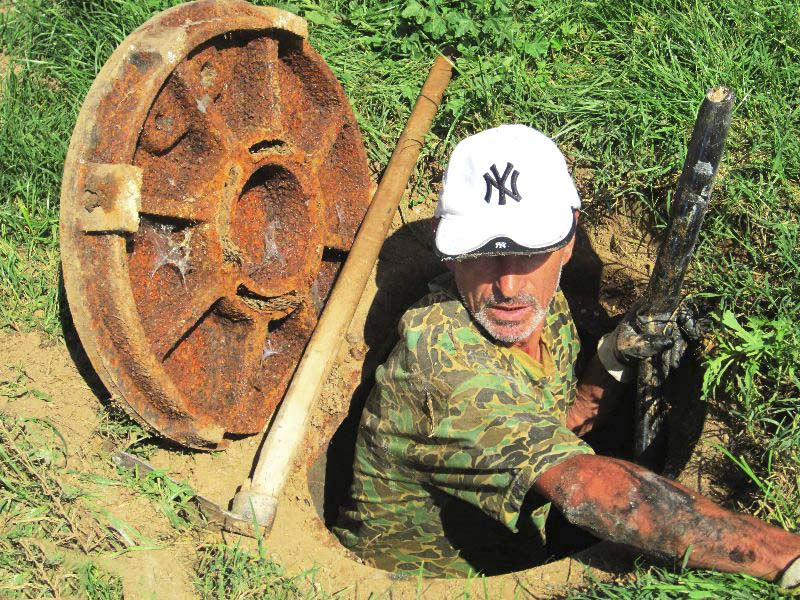
Люк, який сантехнік використовує для доступу в оглядовий каналізаційний колодязь

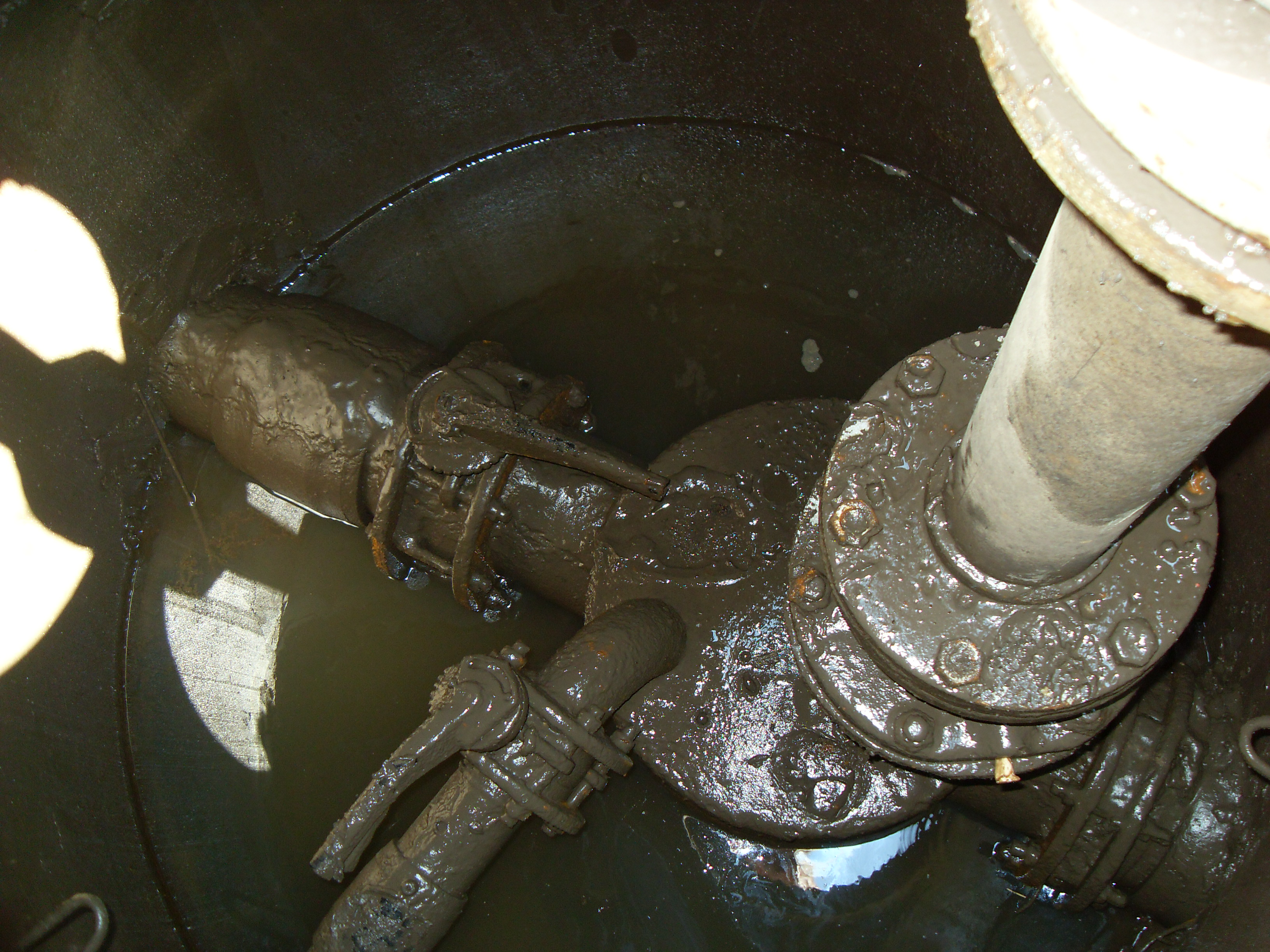
Колодязь пожежного гідранта, що є частиною системи водопостачання

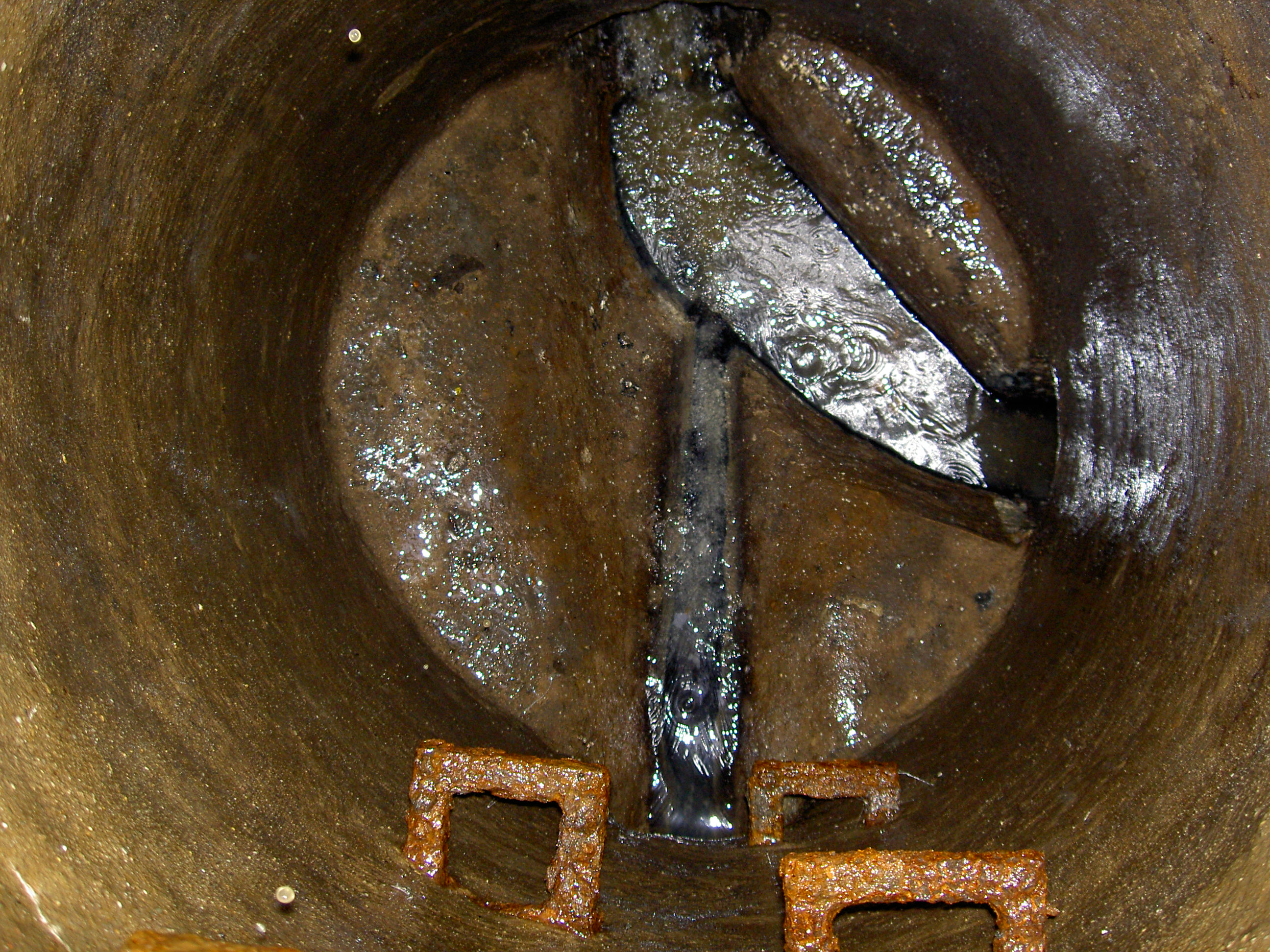
Стік рідини в середині каналізаційного колодязя

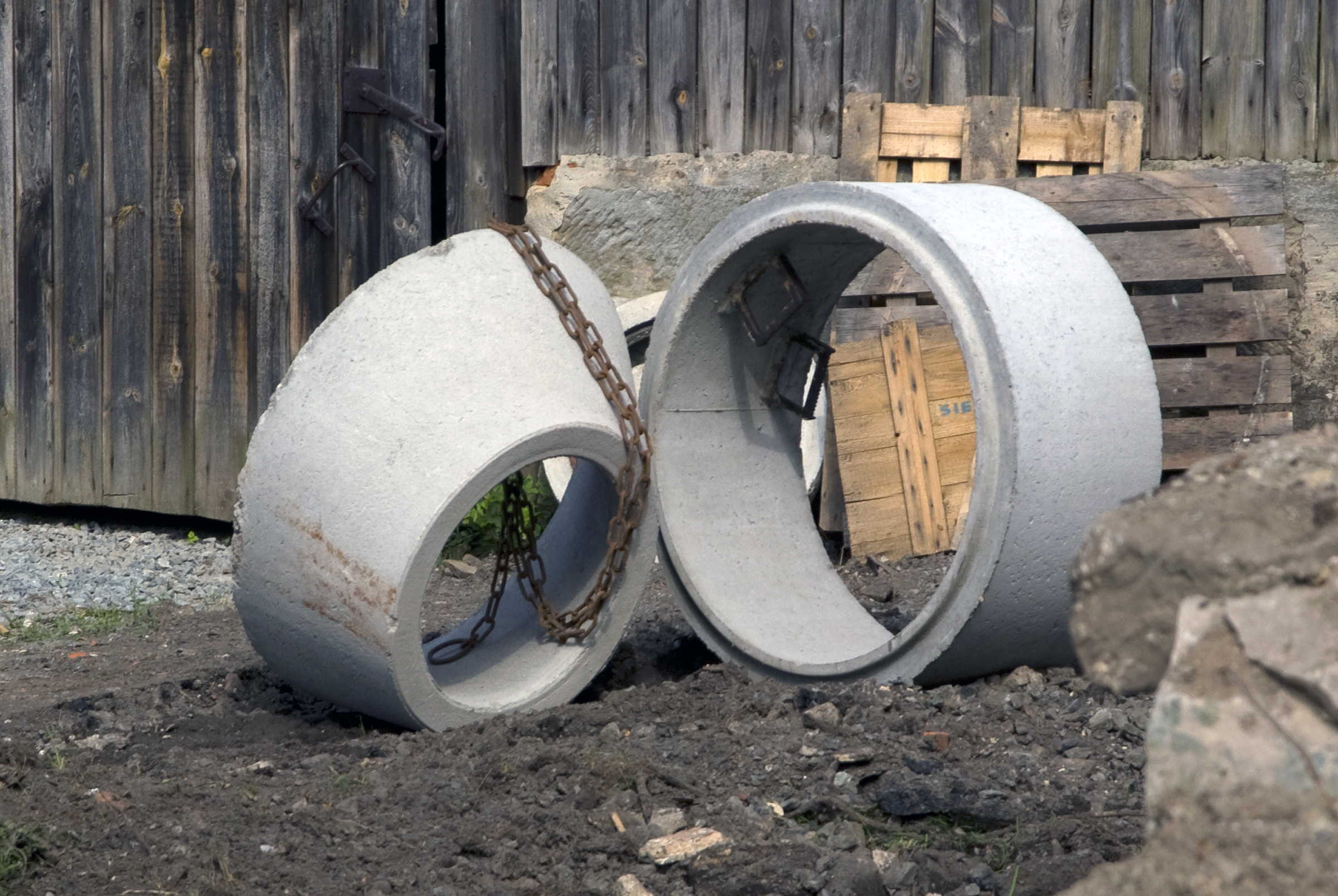
Ліворуч, конічний горловинний лаз колодязя, альтернатива (розванатажувальній) плиті перекриття, праворуч кільце стінове з замком

Оглядо́вий коло́дязь — загальна назва камери під землею, яка є частиною системи водопостачання, водовідведення (дощового чи фекального), газопостачання, теплопостачання, кабельної каналізації, комунального сховища тощо. В разі виходу камери на поверхню (газону, тротуару, дорожнього полотна) для зручності в обслуговуванні оглядові колодязі можуть облаштовуватись спеціальними люками з чавунною чи полімерною кришкою або дренажними решітками, якщо це системи дощового водовідведення. В разі, коли обслуговування передбачається надзвичайно рідко, над камерою люк може не встановлюватись, тоді вся камера може накриватись плитою, доступ до якої поновлюється при знятті частини дорожнього покриття.

## Різновиди

### За типом підземних комунікацій
- Каналізаційний колодязь — для обслуговування колекторів та труб мережі побутової каналізації
- Колодязь дощоприймальний — для обслуговування колекторів та труб мережі дощової каналізації
- Кабельна камера — для обслуговування мережі кабельної каналізації
- Колодязь водопровідний — для огляду, регулювання та обслуговування вентилів мережі водогону
- Колодязь газопровідний — для огляду, регулювання та обслуговування вентилів мережі газопроводу
- Колодязь теплової мережі — для огляду, регулювання та обслуговування вентилів мережі теплопостачання
- Пожежний гідрант підземний — для приєднання та взяття води з метою пожежогасіння

### По конструкції
- Прохідний
- Кутовий
- Контрольний
- Станційний (для кабельної каналізації)

## Елементи конструкцій колодязів
Для виготовлення оглядових колодязів промислово виготовляються готові частини конструкцій, з яких можна комбінувати камеру колодязя під задані потреби.
- Люк — кришка з основою, ставляться на дорожню плиту, стяжку, цеглу або добірні кільця та виводяться кришкою люка врівень з поверхнею з наступною фіксацією основи люка бетоном.
- Плита дорожна, ПД — плита, на яку ставиться люк, знаходиться майже врівні з дорожнім покриттям
- Плита опорна, ПО — розвантажувальна плита для проїзної частини, може використовуватись як плита-перекриття.
- Кільце добірне — кільце, яким доводять висоту конструкції колодязя до дорожної плити
- Кільце опорне, КО — для легких люків на газонах та пішохідних доріжках
- Горловина колодязя, або горловинний лаз — воронкоподібна плита-перехідник між діаметрами, яка має перехідний діаметр до добірного кільця
- Плита перекриття, ПП — плоска плита, альтернатива для горловини
- Кільце колодязне, КС — елемент, що використовується для побудови колодязю та лазу (в випадку, коли колодязь має різні діаметри)
- Окремі робочі камери, К — заготовки стандартних розмірів
КФК (фекальна каналізація)
КДК (внутрішньоквартальна каналізація)
КЛК (дощова каналізація рос. ливневая)
КЛВ (для мереж водопостачання)
КВГ (для мереж водовідведення))
- Плита днища, ПН (рос. нижняя плита) — нижня плита-підставка, та яку ставляться кільця
- Фундамент під колону резервуару, ФР — плита підкладка під камеру резервуару
- Блок фундаментний, ФБС — для облаштування нестандартних великих камер, насамперед, систем теплопостачання, де в камерах присутні по 2-4 люки.

## Ризики використання

### Накопичення газу
Робота людини в підземних спорудах, оглядових колодязях може виявитися небезпечною через накопичення там горючих та токсичних газів, вуглекислого газу або нестачі кисню, що призводить до знепритомнення. Відомі часті випадки смерті при роботах обслуговчого персоналу в підземних інженерних мережах. Для забезпечення безпеки працівників необхідно застосовувати газоаналізатори або інші газовимірювальні прилади безпеки, монтажний пояс зі страхувальним канатом, довжина якого повинна бути не менше ніж на 2 м більше відстані від поверхні землі до найбільш віддаленого робочого місця в колодязі, камері, споруді, спеціальний одяг і спеціальне взуття, захисні каски та жилети помаранчевого кольору зі світловідбивальною смугою. Також дієвими заходами безпеки є використання пожежобезпечних інструментів з кольорового металу, нагнітання в колодязь свіжого повітря перед виконанням робіт, заборона роботи наодинці тощо. Роботи в оглядових колодязях, як правило, регламентуються відповідними галузевими інструкціями з охорони праці.

### Викрадання кришок
Викрадення кришок люків робиться, як правило, для подальшого перепродажу їх на металобрухт. Інколи кришки люків викрадають і використовують у господарстві, рідше люки можуть викрадати самі ж колекціонери рідкісних кришок. У будь-якому випадку крадіжка завдає матеріальної шкоди, бо закупити чи виготовити кришку такого ж типорозміру неможливо, в цьому випадку таке викрадення вимагає заміни всього люка на новий, до якого є кришка, потребує демонтажу старого люка, дообладнання проїзної частини та горловини оглядового колодязя, що може нести витрати робочої сили, що загалом переважає собівартість нового люка в декілька разів.

### Падіння в колодязь
Відкриті або напіввідкриті кришки в оглядових колодязях являють собою небезпеку для пішоходів, особливо дітей. Часто джерелом небезпеки є колодязь не на тротуарі, а на газоні, де через високу траву або сніг він зовсім не помітний. Провалювання в колодязь може статись також через невідповідно підібрану кришку люка, через невдалі конструкції деяких типів легких кришок для кабельної каналізації, які можуть самостійно відкриватись, якщо на них наступити збоку, чи при наїзді колесом. Не менш важливою проблемою є потрапляння в колодязь тварин, які там згодом гинуть, діти часто намагаються врятувати тварин, наражаючись на небезпеку.

### Несанкціоноване втручання
З неконтрольованим розвитком пунктів прийому кольорових металів, вивезенням та перепродажем цієї сировини, виникла проблема викрадення частин телефонних кабелів, їх розбір та випалювання на вогнищах задля отримання міді. При цьому часто пошкоджують оптоволоконні мережі через низьку освіченість крадіїв металу, які сприймають будь-які кабелі за мідні. Наступна вартісна робота з відновлення багатопарних телефонних кабелів, зварювання оптики тягне за собою великі матеріальні витрати, окрім збитків від втручання в роботу комунікаційних мереж.
У випадку з індустріальним туризмом інтерес представляють люки дренажного комплексу дощової каналізації, штреки кабельної каналізації. Як правило, «туристи» належать до людей, які не мають мети пошкодження чи розкраданням мереж, цікавлячись більше можливістю проходів, пролазів, вивченням інженерних конструкцій зсередини, при цьому вони є причиною спрацьовування сигналізації, яка рідко, але встановлюється проти зловмисників. З прохідних комплексів дощової каналізації в Україні є привабливими київська дощова каналізація та підземна річка Полтва у Львові.